# Active Virus Shield
Active Virus Shield (AVS) era un programma prodotto da AOL e dall'azienda russa Kaspersky progettato per trovare virus, trojan, worm, dialer, adware e spyware.
AVS si basava sulla versione 6 di Kaspersky Antivirus alla quale erano state limitate alcune funzioni, per poter offrire un prodotto gratuito.
Il programma offriva una protezione in sistema real-time ed era in grado di rilevare virus presenti nella posta elettronica ed in file scaricati dal web o comunque presenti nelle unità del sistema.
Active Virus Shield non è più disponibile; AOL offre ora una versione di prova (30 giorni) di McAfee.